# Église Saint-Grégoire de Ribeauvillé
Pour les articles homonymes, voir Église Saint-Grégoire.
L'église Saint-Grégoire est un monument historique situé à Ribeauvillé, dans le département français du Haut-Rhin. Elle est dédiée au pape Grégoire Ier.

## Localisation
Ce bâtiment est situé rue du Château à Ribeauvillé.

## Historique
L’histoire de l’église est très mal connue jusqu’à la fin du Moyen Âge. Ribeauvillé est une possession de l’abbaye de Munster depuis le VIIIe siècle, mais dépendait alors de la paroisse de Bergheim. Il est assez probable que la paroisse soit devenue indépendante avant le XIIIe siècle et qu’elle ait été dotée d’une église, mais ce ou ces édifices antérieurs, s’ils ont existé, demeurent totalement inconnus. Il faut attendre 1282 pour qu’une église soit mentionnée pour la première fois : à cette date, la chronique des Dominicains de Colmar indique que la construction du chœur a commencé. Cette date coïncide avec l’élévation de Ribeauvillé au statut de ville et à la construction des fortifications. Il est possible, que le clocher ait été déjà construit entièrement ou partiellement à cette date, ses premiers niveaux étant plus proche du style du milieu du XIIIe siècle.
La chronologie du chantier n’est pas clairement établie. Il semble que la nef ait été érigée dans les premières décennies du XIVe siècle, mais son manque d’homogénéité entre les deux travées occidentales et les travées orientales laisse à penser que soit le chantier a été interrompu vers 1320, soit qu’une partie de la nef a été détruite par la suite. Le chantier reprend entre 1380 et 1400 et la nef est terminée à l’ouest ; ces nouvelles travées ne sont cependant pas voûtées. Les comptes de la fabrique indiquent qu’une nouvelle campagne est lancée en 1465 afin de réaliser ces voûtes. La pose des voûtes semble avoir été en grande partie achevée en 1473 et la campagne se poursuit avec la pose de nouveaux vitraux. Une note dans le registre des comptes indique que les travaux sont achevés le 4 mai 1475.
En 1668, alors que la peste fait rage dans la région, Colbert ordonne la conversion de l’église en hôpital, mais il ne semble pas que cette demande ait été suivie d’effet. La majeure partie des autels établis dans la nef sont en revanche supprimés dans la deuxième moitié du XVIIe siècle ou au début du XVIIIe siècle afin de se conformer aux exigences de la Contre-Réforme. Pendant les troubles de la Révolution, l’église est d’abord pillée et saccagée, puis brièvement convertie en temple de la Raison avant d’être restituée au culte catholique.
Vers le milieu du XIXe siècle, le chœur, mal entretenu, commence à montrer des signes de faiblesse. Son état se dégradant dans les années suivantes au point de devenir dangereux, il est fermé au culte à partir de 1863 et un mur de séparation est construit entre lui et la nef. Une restauration étant considérée trop complexes et coûteuse, la décision est prise de le démolir dans l’idée d’en profiter également pour agrandir l’église vers l’ouest. Les travaux se déroulent sous la direction de l’architecte Charles Winkler et commencent ainsi par la démolition du chœur du XIIIe siècle pendant l’été 1876, puis par la reconstruction des nouveaux éléments entre l’automne 1876 et l’automne 1876. Ceux-ci consistent en l’adjonction d’une travée supplémentaire à la nef et l’ajout d’un transept suivi d’un chœur similaire à l’ancien. Le nouveau chœur est consacré le 13 octobre 1877. En complément, le mobilier est en partie remplacé vers 1890, les nouvelles pièces étant de style néogothique.
Endommagée en décembre 1944 pendant la Seconde Guerre mondiale, l’église fait l’objet de réparations au début des années 1950. Il est en particulier nécessaire de remplacer la plupart des vitraux qui ont été détruits par les bombardements,. Le 4 novembre 1965, l’extrémité orientale du bas-côté sud est ravagée par un incendie probablement causé par un cierge renversé, qui entraîne la destruction de l’autel Saint-Michel. Les dégâts causés entraînent des réparations en 1966, qui sont suivies par des transformations dans le mobilier, avec notamment la suppression de l’ameublement néogothique.
L'édifice fait l'objet d'un classement au titre des monuments historiques depuis 1994.

## Architecture

### Clocher
Le clocher est implanté sur le flanc nord du chœur, une position inhabituelle dont la raison n’est pas précisément connue : il pourrait s’agir des vestiges du clocher d’un édifice antérieur orienté différemment ou le plan d’origine était peut-être de construire deux tours de part-et-d’autre du chœur sur le modèle de l’abbatiale de Murbach. La tour est de plan carré, mais l’épaisseur des murs est irrégulière, le mur sud étant environ deux fois moins épais que les trois autres côtés. Cette situation a une conséquence importante en termes de structure : l’axe de la tour est décalé de 30 cm vers le nord, ce qui, ajouté à la faiblesse du mur côté sud, fragilise considérablement l’ensemble.

## Mobilier

### Orgues
Le premier orgue date d’avant 1471, date à laquelle les livres de comptes mentionnent la réparation d’un tel instrument. Un autre orgue est construit en 1619, mais se révèle être de piètre qualité. Il est par conséquent remplacé en 1748 par l’orgue de l’ancienne église des Dominicains de Strasbourg, qui montre à son tour de sérieux problèmes. L’instrument fait ainsi l’objet d’importantes réparations par Jean André Silbermann en 1760, puis par Callinet quelques décennies plus tard. Comme les cloches, cet orgue est victime des besoins en métaux de l’industrie militaire pendant la Première Guerre mondiale et est dépouillé de la majeure partie de ses tuyaux métalliques en 1917. Un nouvel orgue est donc construit en 1933 par l’entreprise Blanarsch avec les restes de l’ancien. Gravement endommagé par les bombardements de la Seconde Guerre mondiale, l’orgue est restauré en 1955 par la maison Roethinger.
L’orgue rénové par Roethinger comprend entre trente et quarante jeux répartis sur trois claviers de cinquante-six notes, auxquels s’ajoute un pédalier de cinquante notes. Les transmissions sont pneumatiques.

### Horloges et cloches
Le clocher a été doté avant 1727 d’une horloge dont le cadran se trouvait sur son côté sud, les sources mentionnant son renouvellement à cette date. L’horloge est remplacée en 1842 par Jean-Baptiste Schwilgué ; le cadran a été supprimé en 1864, mais l’horloge est restée en place pour déclencher la sonnerie des heures.
Les sonneries médiévales et modernes demeurent presque inconnues en dehors de quelques mentions. Cinq cloches sont ainsi mentionnées à la fin du XVe siècle : deux « grosses cloches », la cloche de none, celle des vêpres et celle du Salve. Deux autres sont mentionnées au XVIIIe siècle et portent le nom de confréries, sans qu’il ne soit certain qu’il ne s’agisse pas de cloches figurant déjà dans la liste précédente. Enfin, une petite cloche fondue en 1779 par Zacharias Rohr et dédiée à la Visitation servait pour les enterrements des enfants morts en bas âge. De toutes ces cloches, seule celle de 1779 a survécu : la plupart des autres semble avoir été fondu à la Révolution, tandis qu’une autre du XIVe siècle a disparu dans la deuxième moitié du XIXe siècle.
Afin de reformer une sonnerie complète, cinq cloches sont fondues en 1859 par la fonderie vosgienne de François Robert. Cet ensemble est confisqué par les Allemands en 1917 et fondu au profit de l’industrie de l’armement. Un ensemble similaire est produit en 1929 par la fonderie Causard de Colmar, mais la grosse cloche doit être refondue peu de temps après, en 1934, en raison d’une fêlure. En 1944, les Allemands veulent à nouveau réquisitionner les cloches pour l’effort de guerre, mais ils ne parviennent pas à leurs fins. Elles doivent néanmoins faire l’objet de réparations après la guerre, ayant été endommagées par les bombardements.

### Tableaux et sculptures
La sculpture la plus notable de l’église est une Vierge à l’Enfant, dite « Vierge des Verreries », en bois de tilleul, polychrome et mesurant 1,48 m de haut. La provenance de cette statue réalisée vers la fin du XVe siècle n’est pas clairement établie : elle a été trouvée en 1909 sous un petit édicule dans la forêt près du hameau des Verreries ; l’hypothèse a été émise qu’elle se trouvait à l’origine à Dusenbach et aurait été mise à l’abri dans un comble du hameau à la Révolution avant de se retrouver à cet emplacement. Le parcours consécutif de la sculpture n’est pas moins complexe : d’abord transférée dans la chapelle du hameau, la statue est spoliée par les nazis en 1940 ; son parcours pendant les années qui suivent demeure flou ; la statue est cependant restituée en 1946 non aux Verreries, mais à la commune de Ribeauvillé, qui la fait placer dans l’église paroissiale en 1947. Elle est classée monument historique depuis 1978,.

### Trésor et reliques
L’église médiévale était richement dotée en reliques, probablement grâce aux Ribeaupierre dont plusieurs membres ont participé aux croisades ou ont fait des pèlerinages en Terre sainte. Un inventaire de 1776 montre ainsi la présence de treize châsses et onze reliquaires. Le trésor de l’église contenait également de nombreux objets de valeur, là encore en partie grâce aux Ribeaupierre qui ont fait de nombreux dons. Parmi les plus notables se trouvait une grande croix reliquaire en or et en argent appartenant à la confrérie de la Raydt, qui était décorée avec une représentation du Christ et des quatre évangélistes à l’avant et les armes des Ribeaupierre et des Neuchâtel à l’arrière. Outre cette croix, l’église comptait en 1776 une autre croix en argent ornée de pierreries et d’une représentation du Christ gravée dans une calcédoine, quatre ostensoirs en argent et un en laiton doré, trois ciboires et six calices avec patènes richement décorés, auxquels ils faut encore ajouter les châsses et reliquaires déjà mentionnés.
L’immense majorité de ces objets a disparu à la Révolution. La découverte de reliques en vrac dans un coffret au XXe siècle laisse à penser que celles-ci ont été extraites des reliquaires et mises à l’abri pendant les troubles révolutionnaires. Certaines de ces reliques sont particulièrement anciennes. L’une en particulier est un ensemble de fragments d’une étoffe tissée entre le IIe et le IVe siècle au Proche-Orient. Plus notable encore, ces fragments, que la tradition populaire reliait aux Rois mages, se sont avérés provenir effectivement des restes conservés à Cologne. Ces fragments auraient pu parvenir à Ribeauvillé par l’intermédiaire d’Egenolphe de Ribeaupierre, qui était à la fois un proche de Frédéric Barberousse et présent en 1162 lors du sac de Milan à l’occasion duquel les corps des Rois mages ont été transférés à Cologne. À ces reliques s’ajoute un morceau de la Vraie Croix enchâssé dans une croix reliquaire en bois doré du XVIIIe siècle reçu en don en 1957.
Parmi les objets anciens du trésor figurent également deux portes-cierges de procession en bois doré de la corporation des boulangers datés de la première moitié du XVIIIe siècle, l’un orné des bustes des apôtres Paul, Matthias et Philippe et l’autre de ceux de Luc, Simon et Jacques. Le premier a néanmoins perdu ses bustes dans la deuxième moitié du XXe siècle, avant leur inscription sur la liste des monuments historiques au titre des objets en 1999,.
Parmi les pièces plus récentes figure notamment un grand ostensoir en argent, dit « Bel ostensoir », prenant la forme d’une boîte quadrangulaire surmontée d’une pyramide architecturée évoquant une flèche de cathédrale. Aux angles de la boîte se trouvent des baldaquins abritant chacun une statuette d’évangéliste, une d’ange et une de docteur de l’Église. À l’intérieur, un ange aux ailes déployées tient la lunule dans se mains levées ; cet ange est une pièce rapportée plus tardive. Le pied est quant à lui décoré de scènes bibliques. Réalisé en 1803 par l’orfèvre Jean-Christian Pick, dont il constitue la seule œuvre connue. Cet ostensoir présente l’intérêt d’être l’une des premières pièce d’orfèvrerie néogothique de la région,.

## Galerie

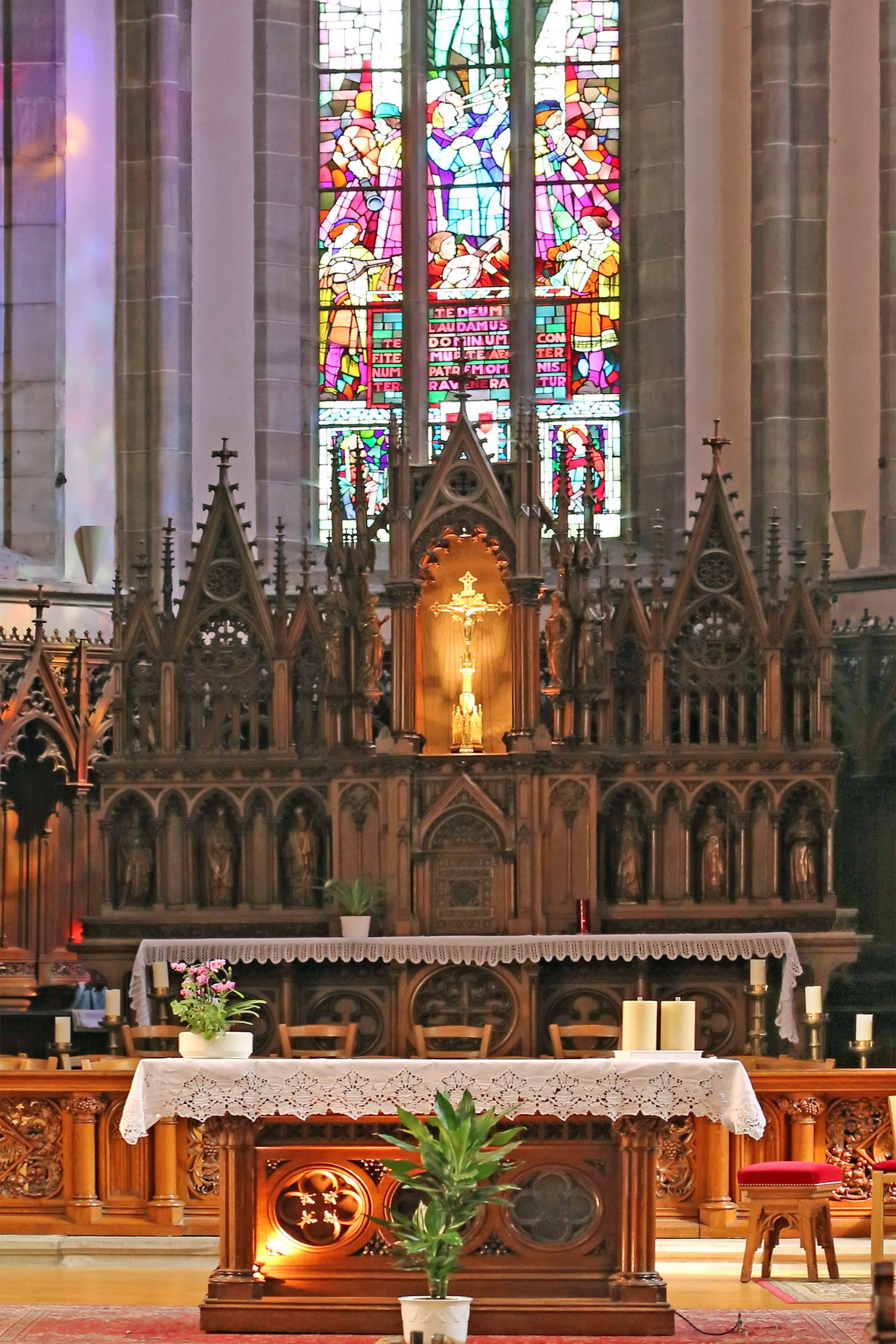
Le chœur avec l'autel.
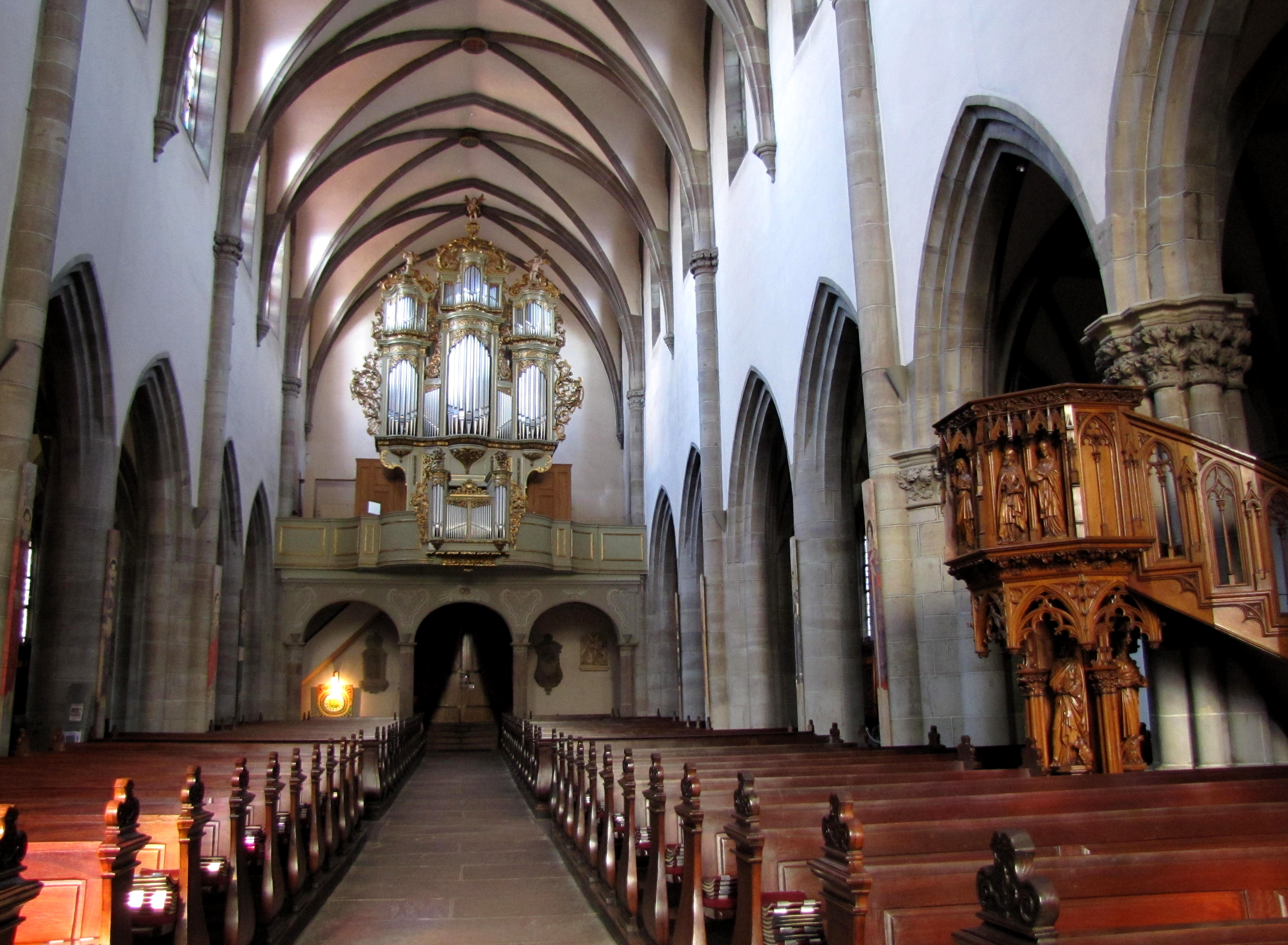
La nef avec l'orgue de tribune.
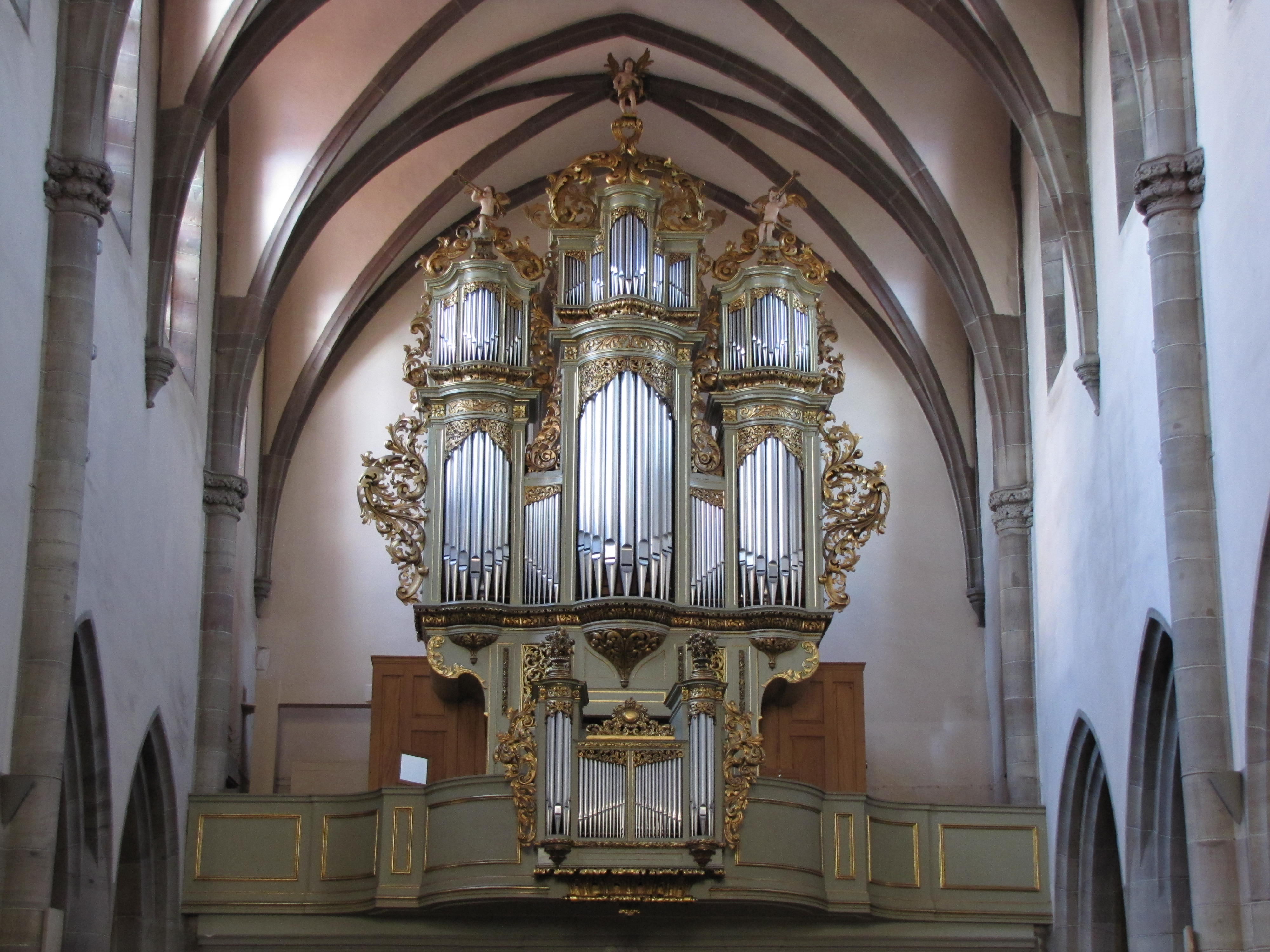
L'orgue.
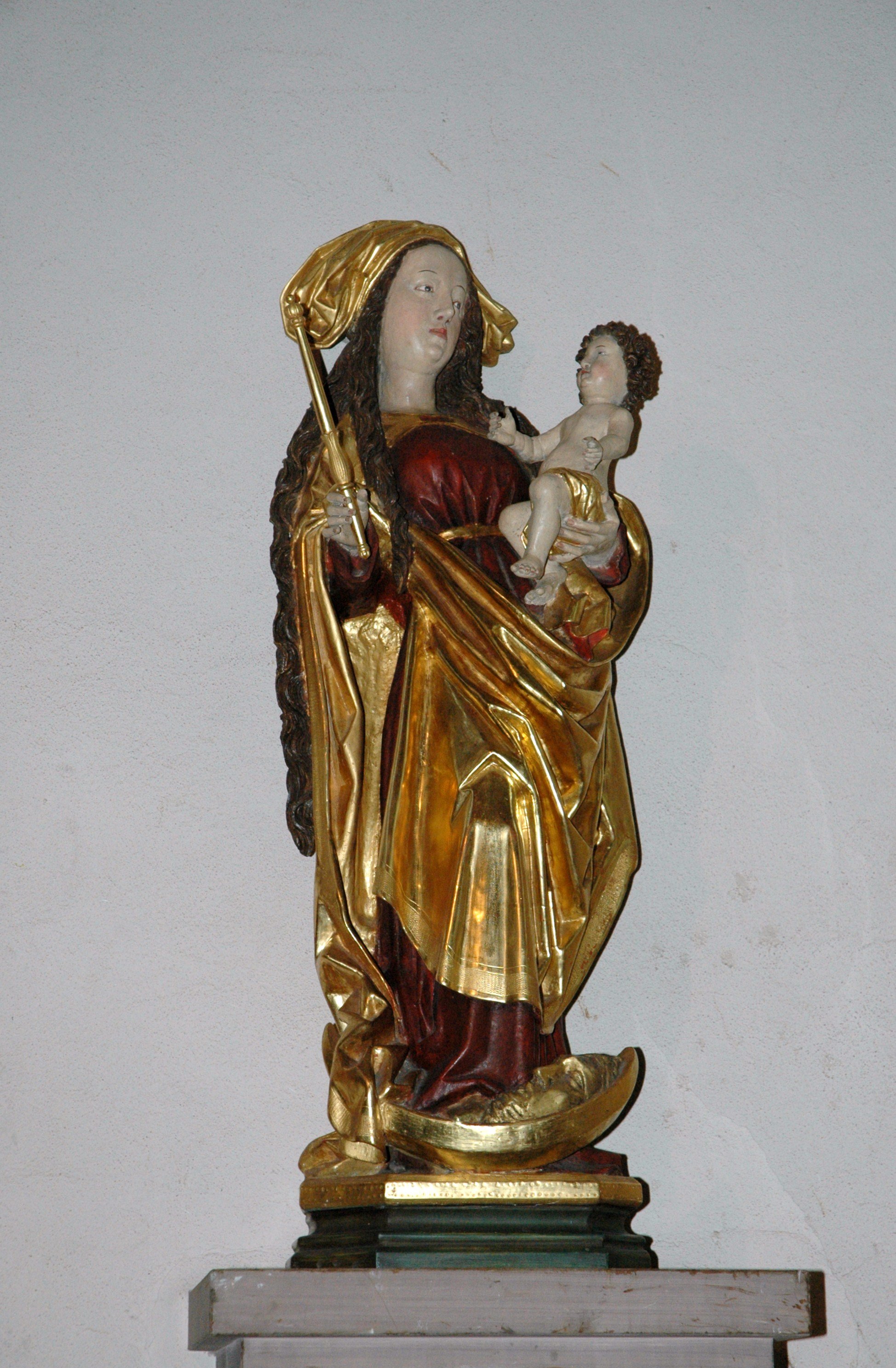
Vierge à l'Enfant.
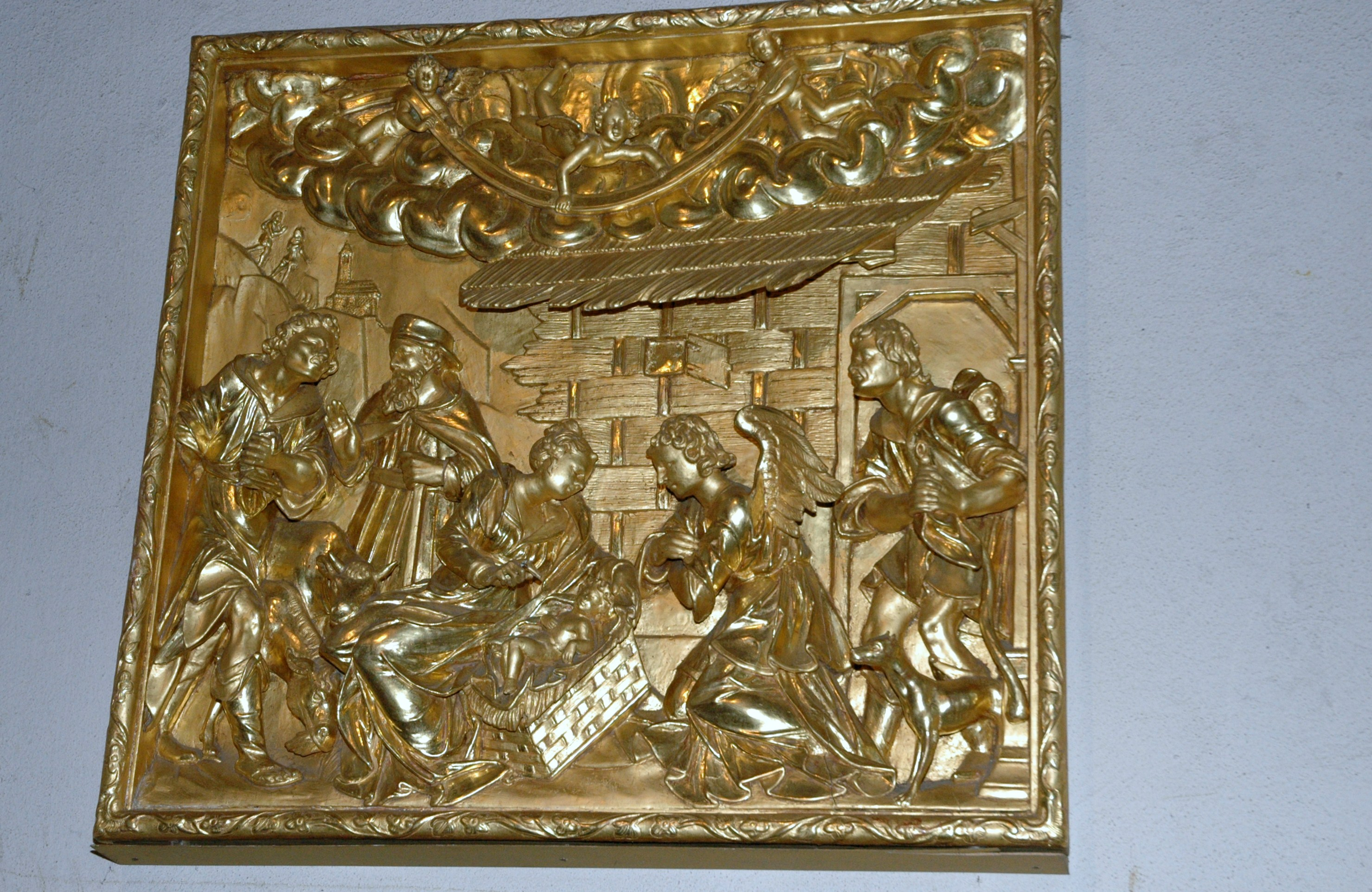
Bas-relief de l'Annonciation.